# Stazione TGV Haute-Picardie
La stazione TGV Haute-Picardie (in francese Gare TGV Haute-Picardie) è una stazione ferroviaria situata tra i comuni di Ablaincourt-Pressoir e Estrées-Deniécourt, Francia, tra Amiens e San Quintino.